# Trinidad y Tobago en los Juegos Olímpicos de Pekín 2008
Trinidad y Tobago estuvo representada en los Juegos Olímpicos de Pekín 2008 por un total de 28 deportistas que compitieron en 4 deportes.  
El portador de la bandera en la ceremonia de apertura fue el nadador George Bovell.

## Medallistas
El equipo olímpico de Trinidad y Tobago obtuvo las siguientes medallas:
| Nombre                                                        | Deporte   | Competición |
| ------------------------------------------------------------- | --------- | ----------- |
| Oro                                                           |           |             |
| Keston Bledman Marc Burns Emmanuel Callender Richard Thompson | Atletismo | 4 × 100 m M |
| Plata                                                         |           |             |
| Richard Thompson                                              | Atletismo | 100 m M     |
| Bronce                                                        |           |             |
| —                                                             |           |             |